# Herald-Insel
Die Herald-Insel (russisch Остров Геральд) ist eine russische Insel 63,5 km östlich der Wrangelinsel in der Tschuktschensee. Die Insel ist stark zerklüftet und von Klippen umgeben. Sie ist dadurch mit dem Schiff nur schwer zu erreichen. Die einzige anlandbare Stelle liegt am Nordwestpunkt der Insel, wo die Klippen durch die Witterung zu losem Felsen und Kies zerbröckelt sind. Die Insel hat eine Fläche von 11,3 km². Der höchste Punkt der Insel liegt 372 m über dem Meer. Die Insel ist unbewohnt und besitzt trotz ihrer nördlichen Lage keine Gletscher. Sie gehört verwaltungstechnisch zum Autonomen Kreis der Tschuktschen und damit zu Russland. Seit 1976 gehört die Insel mit zum Wrangelinsel-Naturschutzgebiet.

## Geologie
Die Herald-Insel besteht aus Metamorphiten, Sedimenten und Magmatiten. An der Nordostspitze der Insel gibt es eine 600 m dicke Gesteinsformation aus Sandstein, Phylliten, Quarzsandstein, Mylonitverbindungen und Syenit. Diese Gesteine wurden im Proterozoikum oder im späten Paläozoikum gebildet. Der Hauptteil der Insel besteht aus plutonem Granit, welches im Jura gebildet wurde.

## Klima
Den größten Teil des Jahres liegen über der Herald-Insel kalte Luftmassen aus der Arktis. Im Sommer bläst wärmere und feuchtere Pazifikluft aus dem Südosten. Zu dieser Zeit erreichen auch trockene und stark erwärmte Luftmassen aus Sibirien die Insel. Von Mitte Mai bis zum 20. Juli dauert der Polartag. Die Polarnacht dauert von Mitte November bis Ende Januar. Die Durchschnittstemperatur im Januar liegt bei −21,3 °C, die kältesten Monate sind jedoch Februar und März. In dieser Zeit können die Temperaturen für mehrere Wochen unter −30 °C liegen, dazu gibt es regelmäßig Schneestürme mit Windgeschwindigkeiten von 40 m/s oder mehr. Die Sommer sind kühl, Frost oder Schneefall kommen nicht selten vor. Im Juli schwankt die mittlere Temperatur zwischen 2 °C und 2,5 °C. Die relative Luftfeuchtigkeit liegt bei etwa 88 %. Über ein Jahr fallen ca. 120 mm Niederschlag.

## Geschichte
An der Entdeckung und Erforschung der Herald-Insel sind mehrere Nationen beteiligt gewesen. Die Insel wurde 1849 vom britischen Royal-Navy-Offizier Henry Kellett mit der Fregatte HMS Herald während einer Suchexpedition nach dem verschollenen Konteradmiral John Franklin entdeckt. Kellett landete auf der Insel und benannte sie nach seinem Schiff. Die nächsten Schiffe, welche die Insel besuchten, waren die USS Vincennes im Jahre 1855 unter John Rodgers und die USS Jeannette unter George W. DeLong am 4. September 1879. DeLong landete jedoch nicht auf der Insel. 1914 retteten sich vier Schiffbrüchige der Karluk auf die Insel und starben wahrscheinlich an Rauchvergiftung. Ihre Skelette wurden erst 1924 gefunden.
1916 erklärte der russische Botschafter in London in einem Schreiben, dass er die Herald-Insel sowie weitere arktische Inseln als Bestandteil des russischen Reiches sehe. Von diesem Landanspruch rückte auch die Sowjetunion nicht ab. Der sowjetische Eisbrecher Stawropol unter Georgi Uschakow näherte sich 1926 der Insel, war aber durch zu dickes Eis nicht in der Lage, auf der Insel zu landen. Der ebenfalls sowjetische Eisbrecher Krasin machte 1953 auf dem Weg zur Wrangelinsel einen weiteren Versuch, auf der Insel zu landen. Die Operation scheiterte am dicken Nebel. Die Landung erfolgte dann aber auf dem Rückweg.
Einige amerikanische Personen fordern auf Grund der amerikanischen Landung 1855 die Rückgabe der Inseln von Russland an die USA. Die Forderung wurde 1988 durch eine Resolution des Senats von Alaska unterstützt. Die USA erklärten jedoch niemals einen Anspruch darauf und akzeptieren die Herald und einige weitere Inseln als russisches Territorium. So entschied auch 1994 der Alaska Supreme Court, dass diese Inseln kein Teil von Alaska sind.
Im Jahr 2004 wurde das Wrangelinsel-Naturschutzgebiet in die Liste des UNESCO-Welterbes aufgenommen.